# Edip Tepeli
Edip Tepeli (Smirne, 18 aprile 1989) è un attore turco.

## Biografia
Edip Tepeli è nato il 18 aprile 1989 a Smirne (Turchia), fin da piccolo ha mostrato un'inclinazione per la recitazione.

## Carriera
Edip Tepeli si è laureato presso il dipartimento teatrale del conservatorio statale dell'Università di Istanbul. Ha recitato in varie serie televisive come nel 2014 in Kurt Seyit ve Sura, nel 2017 in Yildizlar Sahidim e in Seni Kimler Aldi, nel 2017 e nel 2018 in Hayati ve Digerleri, nel 2018 in Immortals (Yasamayanlar), dal 2019 al 2021 in Sefirin Kizi, nel 2021 e nel 2022 in Destan. Oltre ad aver recitato in serie televisive, ha preso parte anche a film come nel 2010 in Eyyvah Eyvah e nel 2017 in Yeni Baslayanlar Için Hayatta Kalma Sanati.

## Vita privata
Edip Tepeli dal 2017 è sposato con l'attrice Ayşecan Tatari, dalla quale ha avuto una figlia che si chiama Müjgan, nata nel 2020.

## Filmografia

### Cinema
- Eyyvah Eyvah, regia di Hakan Algül (2010)
- Yeni Baslayanlar Için Hayatta Kalma Sanati, regia di Burak Serbest (2017)

### Televisione
- La ragazza e l'ufficiale – serie TV (2014)
- Yildizlar Sahidim – serie TV (2017)
- Seni Kimler Aldi – serie TV (2017)
- Hayati ve Digerleri – serie TV (2017-2018)
- Immortals (Yasamayanlar) – serie TV (2018)
- Sefirin Kızı – serie TV (2019-2021)
- Destan – serie TV (2021-2022)
- La rosa della vendetta – serie TV (2023)

## Teatro
- İstanbul Efendisi, presso i teatri della città di Istanbul (2008)
- Ölümüne, presso il teatro Kenter (2011)
- Annemin Cinayet Listesi, presso il teatro Siyah, Beyaz ve Renkli (2012)
- Küskün Müzikal, presso il teatro del lavoro di Kadıköy (2013)
- Sırça Hayvan Koleksiyonu, presso i teatri della città di Istanbul (2014)
- Çirkin, presso il teatro DasDas (2017)
- Yakaranlar, presso il teatro DasDas (2018)
- Red Light Kışı, presso il teatro NoAct (2019)

## Riconoscimenti
- Premi teatrali Afife
  - 2015: Vincitore come Artista di maggior successo dell'anno per le giovani generazioni per l'opera teatrale Sırça Hayvan Koleksiyonu

- Premi Teatrali Lions
  - 2015: Vincitore come Miglior attore dell'anno per l'opera teatrale Sırça Hayvan Koleksiyonu

- Sadri Alisik Theatre and Cinema Awards
  - 2015: Candidato come Miglior attore per l'opera teatrale Sırça Hayvan Koleksiyonu